# Tokyo Raiders - Nell'occhio dell'intrigo
Tokyo Raiders - Nell'occhio dell'intrigo (东京攻略S, Dong ging gung leokP) è un film del 2000 diretto da Jingle Ma.
La pellicola ha avuto due seguiti, che vedono il ritorno di uno dei protagonisti – Tony Leung Chiu-wai – nel ruolo di "Len", entrambi inediti in Italia: Hon sing gung leuk (2005) e Ouzhou gonglue (2018).

## Trama
Il giorno del proprio matrimonio, il fidanzato della giovane Macy – Tremain – non si presenta alla cerimonia; la giovane decide allora di mettersi alla sua ricerca, partendo alla volta di Tokyo. Nel viaggio è accompagnata da John Lee, architetto che afferma di non essere stato pagato da Tremain e che la obbliga a portarlo con sé; arrivati a destinazione, incontrano infine "Len", un personaggio sotto certi aspetti enigmatico – e con numerose ragazze come assistenti – che però si offre di aiutarli a ritrovare Tremain. In realtà Macy non sa che né John né "Len" sono chi dicono di essere, né tantomeno il suo fidanzato.

## Distribuzione
Ad Hong Kong la pellicola è stata distribuita dalla Golden Harvest dal 28 gennaio 2000, mentre in Italia direttamente in DVD dalla Columbia Pictures a partire dal 4 luglio 2001.

### Edizione italiana
L'edizione italiana di Tokyo Raiders - Nell'occhio dell'intrigo è stata curata dalla Sefit-CDC, su dialoghi di Daniela Papa e direzione del doppiaggio di Francesco Pannofino, assistito da Elena Masini.